# Craig Beardsley
Craig Beardsley (Estados Unidos, 1960) es un nadador  retirado especializado en pruebas de estilo mariposa larga distancia, donde consiguió ser medallista de bronce mundial en 1982 en los 200 metros estilo mariposa.

## Carrera deportiva
En el Campeonato Mundial de Natación de 1982 celebrado en Guayaquil (Ecuador), ganó la medalla de bronce en los 100 metros estilo mariposa, con un tiempo de 2:00.58 segundos, tras el alemán Michael Gross  y el soviético Sergej Fesenko  (plata con 1:59.91 segundos).